# وسام دولة فلسطين
وسام دولة فلسطين هو أعلى وسام في دولة فلسطين منذ عام 2015، ويُمنح للملوك ورؤساء الدول ورؤساء الحكومات وكبار السياسيين والشخصيات الرفيعة، وكان قبله وسام نجمة فلسطين هو الوسام الفلسطيني الأعلى.

## رتب الوسام
يقسم وسام دولة فلسطين إلى خمسة درجات:
- وسام دولة فلسطين من درجة «القلادة الكبرى»: يمنح للملوك والرؤساء ورؤساء الحكومات.[4]
- وسام دولة فلسطين من درجة «الوشاح الأكبر ونجمة فلسطين»: يمنح للملوك والرؤساء ورؤساء الحكومات.[4]
- وسام دولة فلسطين من درجة «نجمة الاستحقاق»: يمنح للوزراء والسفراء والمبعوثين والمحافظين وأعضاء البرلمانات وممثلي الأحزاب، الفلسطينيين والأجانب.[4]
- وسام دولة فلسطين من درجة «نجمة الحرية»: يمنح للنشطاء الفلسطينيين والأجانب الذين يعملون من أجل السلام، ولأعضاء البرلمانات وممثلي الأحزاب الداعمين لحرية واستقلال دولة فلسطين.[4]
- وسام دولة فلسطين من درجة «فارس فلسطين»: يمنح للكفاءات المبدعة والمتميزة في مختلف المجالات.[4]

| وسام دولة فلسطين من رتبة "القلادة الكبرى" | وسام دولة فلسطين من رتبة "الوشاح الأكبر ونجمة فلسطين" |
| ----------------------------------------- | ----------------------------------------------------- |
|                                           |                                                       |
|                                           |                                                       |

| وسام دولة فلسطين من رتبة "نجمة الاستحقاق" | وسام دولة فلسطين من رتبة "نجمة الحرية" | وسام دولة فلسطين من رتبة "فارس فلسطين" |
| ----------------------------------------- | -------------------------------------- | -------------------------------------- |
|                                           |                                        |                                        |
|                                           |                                        |                                        |

## أبرز الحائزين على الوسام
- 2015 : محمود عباس، الرئيس الفلسطيني.[5]
- 2015 : سلمان بن عبد العزيز آل سعود، ملك السعودية.[6][7]
- 2017 : حمد بن عيسى بن سلمان آل خليفة، ملك البحرين.[8]
- 2017 : شي جين بينغ، رئيس جمهورية الصين الشعبية.[9]
- 2017 : منير نايفة، عالم فلسطيني.[10]
- 2018 : ناريندرا مودي، رئيس وزراء الهند.[11]
- 2021 : عبد المجيد تبون، رئيس الجمهورية الجزائرية الديمقراطية الشعبية.[12]
- 2023: فايز المطيري، مدير عام منظمة العمل العربية.[13]
- 2024
  -  كولومبيا: غوستافو بيترو.[14]
  -  إندونيسيا: جوكو ويدودو.[15]